# De Parelvissers (televisieserie)
De parelvissers is een fictiereeks van Tom Lenaerts, Michiel Devlieger en Michel Vanhove. De serie wordt geproduceerd door het productiehuis Woestijnvis met onder anderen Tom Dewispelaere, Tom Van Dyck en Marc Van Eeghem.
Het verhaal gaat over een reünie van enkele vrienden die terugblikken op de op- en ondergang van hun productiehuis De Parelvissers, genoemd naar de opera Les pêcheurs de perles van Georges Bizet. Vanaf 26 februari 2006 werd deze zesdelige reeks uitgezonden op Eén.
De reeks werd in 2006 bekroond met Humo's Prijs van de Kijker.

## Verhaal
De Parelvissers werd opgericht in 1994 door een groepje vrienden voor het leven en groeide snel uit tot een van de succesvolste productiehuizen in Vlaanderen. Na zes jaar verdwijnt Jan De Ridder, een van de oprichters, spoorloos met honderd miljoen Belgische frank (2,5 miljoen euro) van de bankrekening van De Parelvissers. Het productiehuis gaat failliet en de vrienden verliezen elkaar uit het oog. Vijf jaar later brengt Piet, de broer van Jan, iedereen weer bij elkaar in de Ardennen omdat hij een documentaire wil maken over Jans verdwijning.

## Achtergrond
Tom Lenaerts verzorgde de regie en het scenario met de hulp van Michiel Devlieger en Michel Vanhove. De ploeg trok zich voor de opnames 14 weken terug in de Ardennen.

## Rolverdeling
- Ben Segers - Mark De Baets
- Elke Dom - Christel De Ridder
- Geert Van Rampelberg - Dick De Groot
- Ides Meire - Piet De Ridder
- Jolente De Keersmaeker - Sofie Deschryver
- Kristine Van Pellicom - Steffie Ottevaere
- Marc Van Eeghem - Jan De Ridder
- Sara De Roo - An Beyers
- Stijn Van Opstal - Lucas Blommaert
- Tom Dewispelaere - Xavier De Vilder
- Tom Van Dyck - Guido Vanessche